# Ghatsörn
Ghatsörn(Nisaetus kelaarti) är en fågel i familjen hökar som enbart förekommer i sydvästra Indien och Sri Lanka. Den behandlas ofta som underart till bergörnen (N. nipalensis).

## Utseende och läten
Ghatsörnen är mycket lik bergörnen och behandlas ofta som underart till denna. Den skiljer sig dock genom blekare hjässa, streckade örontäckare, mer begränsad streckning på bröstet och ljusare roströd bandning på undersidan. Vidare är undre vingtäckarna beigefärgade och nästan otecknade och den saknar nästan berghökörnens tydliga strupstreck. Fågeln är allmänt tystlåten, men kan avge ett högljutt skri.

## Utbredning och systematik
Fågeln återfinns i sydvästra Indien och på Sri Lanka. Tidigare betraktades ghatsörn som underart till bergörn (Nisaetus nipalensis) och vissa gör det fortfarande.

### Släktestillhörighet
De asiatiska hökörnarna i Nisaetus fördes tidigare till släktet Spizaetus, men DNA-studier visar att de inte är varandras närmaste släktingar.

## Status
Internationella naturvårdsunionen behandlar den inte som god art, varför den inte placeras i någon hotkategori.

## Namn
Fågelns vetenskapliga artnamn hedrar Edward Frederick Kelaart (1818–1860), överstelöjtnant i British Army, läkare och zoolog verksam på Ceylon (nuvarande Sri Lanka).